# حق‌آباد (سیب و سوران)
حق‌آباد، روستایی در دهستان سرسوره بخش پسکوه شهرستان سیب و سوران در استان سیستان و بلوچستان ایران است.

## جمعیت
بر پایه سرشماری عمومی نفوس و مسکن در سال ۱۳۹۵، جمعیت این روستا برابر با ۳۷۵ نفر (۹۷ خانوار) بوده‌است.

## مدرسه علوم دینی حق آباد
مدرسه علوم دینی حق‌آباد در محل روستا و توسط سیدعبدالواحد گشتی معروف به «حضرت صاحب» بنا گردیده و هم اکنون نیز فعال می‌باشد ناگفته نماند این مدرسه دینی سرآغاز حرکت دینی و اصلاحی در محیط روستا و بخش پسکوه بوده است همچین سید عبدالواحد گشتی (سیدزاده) پس احداث مدرسه دینی عین العلوم شهر گشت به روستای حق‌آباد مهاجرت کرد.
روستای حق‌آباد که تا پیش از این زنگرآپ (Zangarap) نامیده میشد و با اقامت ایشان و توسط شخص ایشان به حق‌آباد تغییر نام پیدا کرد برای سکونت و ادامه حرکت دینی اصلاحی خود برگزید و تا پایان عمر در همین روستا سکونت داشته و به تعلیم و تربیت دینی طلاب خود مشغول بوده است. همچنین از نخستین نماز جمعه‌های بخش پسکوه نماز جمعه به اقامت سیدعبدالواحد گشتی بوده است که تا به امروز نیز برگزار می‌گردد.